# UPAB-1500
UPAB-1500 (K070) – rosyjska szybująca bomba kierowana. UPAB jest skrótem od Uniwiersalnaja Płanirujuszczaja Awiacjonnaja Bomba. Dzięki wyposażeniu w cztery rozkładane skrzydła zasięg przy zrzucie z dużej wysokości wynosi 70 km.

## Historia
Bomba UPAB-1500 po raz pierwszy została pokazana 21 września 2005 roku na wystawie urządzonej z okazji 85 rocznicy założenia ośrodka doświadczalnego Sił Powietrznych Rosji (939. Gosudarstwiennyj Liotno-Ispytatielnyj Centr GLIC im. W.P.Czkałowa) w Achtubinsku.
Prezentowany egzemplarz w malowaniu typowym dla egzemplarzy odbywających próby (żółto-czerwona szachownica) była wyposażona w głowicę telewizyjnego układu komendowego (identyczną jak w bombie KAB-1500TK i pocisku rakietowym Ch-59 i Ch-59M). W przyszłości mają powstać wersje bomby UPAB-1500 wyposażone w głowice umożliwiające naprowadzanie laserowe, termowizyjne, satelitarne i aktywne radiolokacyjne (radar milimetrowy).
Planowanymi nosicielami bomby UPAB-1500 mają być Su-24SM, Su-34, Tu-22M3, Tu-160.